# Come Clean
«Come Clean» es una canción de la cantante estadounidense Hilary Duff para su segundo álbum de estudio, Metamorphosis (2003). Fue escrito por Kara DioGuardi y John Shanks mientras que la producción fue manejada por Shanks. La canción contiene influencias de la Electropop, con las letras que describen al que quiere "salir limpio" con su interés amoroso, de una relación tensa. "Come Clean" fue recibido por críticos con opiniones mixtas. La canción fue lanzada el 13 de enero de 2004 como el segundo sencillo del álbum.

## Composición
En una entrevista de 2005 con News Times, Duff dijo que la canción es "obviamente sobre la relación de un niño y una niña y solo habla de cómo alguien piensa que están en la oscuridad". "Está cansada de eso y él está cansado de eso y están saliendo limpios, ya sea que signifiquen que van a estar juntos o no. Están tirando todas las cartas sobre la mesa y saliendo con todo lo que no ha sido dijo básicamente ", dijo ella. Duff citó la canción como su favorita en Metamorphosis, diciendo que es "un poco más suave" que su anterior sencillo, "So Yesterday", "pero no es realmente pop. Suena como techno, pero es lento. Es realmente genial. "
Musicalmente, "Come Clean" es una canción moderadamente rápida con un ritmo de 120 beats por minuto. Escrito en la clave de B Major, presenta la secuencia de G # mj7-E2-G # mj7 como su progresión de acordes. Las voces de Duff abarcan desde la nota de F # 3 hasta la nota de B4.

## Vídeo Musical

### Grabación y lanzamiento
El video musical del sencillo fue dirigido por Dave Meyers y se filmó en Los Ángeles el 23 de noviembre de 2003. Meyers dijo del video: "Estoy tratando de hacer algo donde la tomes a ella [Duff] muy en serio ... muy dramática. y muy femenina, y casi sensual. No creo que hayamos visto eso de ella. Ha sido un ícono del pop, así que estoy tratando de darle un poco más de credibilidad en un frente de artista "
En Estados Unidos, el video se estrenó en Total Request Live de TV el 14 de enero de 2004. Al día siguiente ingresó en la lista de los diez principales del programa en el número ocho, y pasó veinticinco días en la cuenta regresiva, llegando al número tres. También alcanzó el top 5 de Total Request Live UK.

### Concepto
En el video, Duff se muestra en su casa durante un día lluvioso (reflejando la referencia de lluvia en el coro de la canción), caminando de una habitación a otra. Sus amigos llegan y ven televisión con ella en la sala de estar. La tormenta se intensifica a lo largo del día, y las escenas interiores se entrecruzan con disparos del novio de Duff conduciendo hacia su casa en un automóvil. Al final del video, el novio llega a la casa, y Duff se aventura a salir a la lluvia para conocerlo; se besan cuando el video termina. Según Meyers, "nunca sabemos si el chico al final es un novio o amigo o cuál es el drama. Es muy fotogénico, sofisticado y no demasiado colorido". Duff dijo que el video "realmente muestra que ella está de humor monótona durante todo el proceso. No muestra demasiada emoción, excepto que está esperando que venga este chico, este tipo. No se puede decir cuándo Corren uno hacia el otro si van a besarse o si van a abrazarse o si se pegarán entre sí. Son un montón de emociones diferentes ".

### Recepción
El video fue nominado en la categoría de Mejor video pop en los 2004 MTV Video Music Awards. La canción le valió un Premio TMF en la Categoría de identificación falsa y la ayudó a ganar el Premio Mundial de la Música 2004 al Mejor Artista Nuevo. La canción también fue preseleccionada para los 47.os Premios Grammy Anuales en la categoría de Mejor Interpretación Vocal Pop Femenina.

## Recepción comercial
La canción debutó en la lista Billboard Hot 100 del 28 de febrero de 2004, en el número 53, y finalmente alcanzó el número 35. A partir del 27 de julio de 2014, la canción había vendido 655 000 copias digitales en los Estados Unidos.

## Lista de canciones
| Mundial - Descarga digital |                                     |          |  |
| N.º                        | Título                              | Duración |  |
| 1.                         | «Come Clean» (Radio Edit)           | 3:26     |  |
| 2.                         | «Come Clean» (Rhythmic Version)     | 3:38     |  |
| 3.                         | «Come Clean» (Acustic Version)      | 3:32     |  |
| 4.                         | «Come Clean» (Australian Interview) | 3:32     |  |
| 5.                         | «Come Clean» (Vídeo Musical)        | 3:27     |  |

| Canadá - Sencillo en CD |                                   |          |  |
| N.º                     | Título                            | Duración |  |
| 1.                      | «Come Clean» (Radio Edit)         | 3:36     |  |
| 2.                      | «Come Clean» (Remix 2004 Versión) | 3:32     |  |

| UK - CD sencillo |                              |          |  |
| N.º              | Título                       | Duración |  |
| 1.               | «Come Clean» (Radio Edit)    | 3:35     |  |
| 2.               | «Why Not»                    | 2:59     |  |
| 3.               | «Come Clean» (Vídeo musical) | 2:36     |  |

## Personal
- John Shanks: productor, escritor.
- Kara DioGuardi: compositora.
- Rob Chiarelli: editor, mezclador.

## Posicionamiento en listas
| Listas (2004)                               | Posiciones |
| ------------------------------------------- | ---------- |
| Australia (ARIA)                            | 17         |
| Bélgica (Flandes) (Ultratop 50)             | 33         |
| Bélgica (Valonia) (Ultratip Bubbling Under) | 2          |
| Canadá (Nielsen SoundScan)                  | 7          |
| Francia (SNEP)                              | 29         |
| Irlanda (IRMA)                              | 16         |
| Países Bajos (Dutch Top 40)                 | 8          |
| Nueva Zelanda (Recorded Music NZ)           | 17         |
| España (AFYVE)                              | 12         |
| Suiza (Schweizer Hitparade)                 | 78         |
| Reino Unido (Official Charts Company)       | 18         |
| Estados Unidos (Billboard Hot 100)          | 35         |
| Estados Unidos (Billboard Pop Songs)        | 9          |
| Estados Unidos (Billboard Adult Pop Songs)  | 37         |

## Certificaciones
| Organismo certificador | Certificación | Ventas certificadas |
| ---------------------- | ------------- | ------------------- |
| Estados Unidos (RIAA)  | Oro           | 620 000             |

|-
| 
*cifras de ventas basadas únicamente en la certificación
^cifras de envíos basadas únicamente en la certificación
xcifras no especificadas basadas únicamente en la certificación
|}

## Historial de lanzamientos
| País           | Fecha               | Formato              | Discográfica      |
| -------------- | ------------------- | -------------------- | ----------------- |
| Estados Unidos | 13 de enero de 2004 | CD, Descarga digital | Hollywood Records |
| Australia      | 19 de enero de 2004 | CD, Descarga digital | Hollywood Records |
| Reino Unido    | 22 de abril de 2004 | CD, Descarga digital | Hollywood Records |